# Yelsk
Yelsk (en biélorusse et en russe : Ельск ; en polonais : Jelsk) est une ville de la voblast de Homiel ou oblast de Gomel, en Biélorussie, et le centre administratif du raïon de Yelsk. Sa population s'élevait à 9 262 habitants en 2016.

## Géographie
Yelsk est située à 25 km au sud-sud-ouest de Mazyr, à 144 km au sud-ouest de Gomel et à 257 km au sud-sud-est de Minsk.

## Histoire
La localité est connue depuis le XVIe siècle et s'est d'abord appelé Koroline. Elle a été incorporée à l'Empire russe en 1793, à l'occasion du Deuxième Partage de la Pologne.
Au début du XXe siècle, la population du village s'élevait à 910 habitants. En septembre 1938, lorsqu'il fut élevé au statut de commune urbaine, il comptait 4 000 habitants.
La ville est occupée par les troupes allemandes pendant l'été 1941. Elle est le théâtre d'un massacre de membres de la communauté juive des environs, enfermés dans un bâtiment qui sera ensuite incendié.
Yelsk a le statut de ville depuis 1971. Yelsk est située le long de la zone radioactive de contrôle périodique.

## Population
Recensements (*) ou estimations de la population :
| 1897* | 1917  | 1939* | 1959* | 1970* | 1979* | 1989* |
| ----- | ----- | ----- | ----- | ----- | ----- | ----- |
| 600   | 1 132 | 3 878 | 6 112 | 6 466 | 8 424 | 9 632 |

| 1999*  | 2009* | 2013  | 2014  | 2015  | 2016  | - |
| ------ | ----- | ----- | ----- | ----- | ----- | - |
| 10 400 | 9 725 | 9 369 | 9 309 | 9 319 | 9 262 | - |

## Économie
L'économie de Yelsk repose sur la transformation des produits agricoles (lait, fruits et légumes), la production d'alcool et de briques, une fabrique de meubles.

## Transports
Yelsk possède une gare ferroviaire sur la ligne Kalinkavitchy – Korosten (Ukraine).

## Monuments
- Église orthodoxe de la Trinité datant de 1770.